# Pero terrenaria
Pero terrenaria là một loài bướm đêm trong họ Geometridae.